# Güdüctelep
Güdüctelep vagy Güdüc, régebben Gyergyó-Güdüctelep (románul: Ghiduț) falu Romániában, Erdélyben, Hargita megyében, a Gyergyói-medencében, az egykori Székelyföldön. Gyergyószárhegy része.

## Fekvése
A település a községközponttól 6 km, Gyergyószentmiklós városától 12 km, a megyeszékhelytől, Csíkszeredától pedig 67 km távolságban fekszik. Kis üdülőtelepülés a Piricske aljában.

## Története
A falut a szárhegyi Lázár grófok alapították, román pásztor- és jobbágycsaládok letelepítésével keletkezett. A román lakosság az 1800-as évek végére nyelvileg nagyrészt beolvadt a magyarságba, a második világháború idején pedig vallásilag is, ekkor váltott felekezetet a falu központjában álló, eredetileg román görögkatolikus templom is, mely azóta római katolikus templomként funkcionál. Güdüctelep Gyergyószárhegy községhez tartozik, 1956-ban ideiglenesen különvált. Kedvező fekvésének köszönhetően egyre inkább üdülőtelepüléssé kezd átalakulni.

## Népesség
Güdüc lakossága 1910-ben 125 fő volt, ekkor már 100%-ban magyar anyanyelvűnek vallották magukat a helyiek. 79-en görögkatolikus és 46-an római katolikus felekezetűek voltak.
A 2002-es népszámlálás idején 172 lakosa volt a falunak, melyből 171 magyarnak, 1 románnak vallotta magát. 169-en római katolikus, 1 fő unitárius, 2 fő pedig egyéb felekezetűnek vallotta magát.

## Látnivalók
- Régi faházak
- Római katolikus (eredetileg görögkatolikus) templom, épült 1930-ban.
- Hidegkúti pihenőhely a falu határában szép természeti környezetben.
- Enduro Crossmotor pálya